# 카니 윌슨
카니 윌슨(Carnie Wilson, 1968년 4월 29일 ~ )은 미국의 가수, 배우, 사회자이다. 가수 브라이언 윌슨과 메릴린 로벨의 딸이다.